# Селиоглу (Украйна)
Селиолу или Холмске (на украински: Холмське; на руски: Холмское) е село в Южна Украйна, Одеска област, Болградски район. Заема площ от 41,1 км2. Преобладаваща част от жителите са бесарабски българи.

## География
Селото се намира в историчеката област Буджак (Южна Бесарабия). Разположено е югозападно от Арциз, на 6 километра източно от Остривне, на 7 километра южно от Камянске и на 12,5 километра североизточно от Стар Троян.

## История
Селото е основано около 1830 година от български колонисти. До 1944 година носи името Селиогло.

## Население
Населението на селото според преброяването през 2001 г. е 2856 души. В селото живеят българи, гагаузи и руснаци.

### Езици
Численост и дял на населението по роден език, според преброяването на населението през 2001 г.:
| Роден език   | Численост | Дял (в %) |
| Общо         | 2856      | 100.00    |
| Български    | 2612      | 91.45     |
| Украински    | 105       | 3.67      |
| Руски        | 88        | 3.08      |
| Молдовски    | 24        | 0.86      |
| Гагаузки     | 18        | 0.63      |
| Беларуски    | 1         | 0.03      |
| Други        | 6         | 0.21      |
| Неопределени | 2         | 0.07      |